# Jiří Fichtl
Jiří Fichtl (* 16. Februar 1921 in Brünn; † 12. November 2003) war ein tschechoslowakischer Schachspieler.
Die tschechoslowakische Einzelmeisterschaft konnte er 1960 in Ostrava gewinnen. Er spielte bei vier Schacholympiaden: 1954, 1958 bis 1962. Außerdem nahm er zweimal an der Europäischen Mannschaftsmeisterschaft (1957 und 1961) teil.
Im Jahre 1959 wurde ihm der Titel Internationaler Meister (IM) verliehen.
| Hier fehlt eine Grafik, die leider im Moment aus technischen Gründen nicht angezeigt werden kann. Wir arbeiten daran! |